# サムライジーンズ
サムライジーンズ(Samurai Jeans)は、有限会社サムライが展開する大阪発のジーンズブランド。

## 概要
- 1998年、大阪で誕生したサムライジーンズは、「ジーンズは作り手、穿き手のこだわりが一致しないと商品価値が無い」をコンセプトに、数多くのオリジナルジーンズを生産・販売している。ヴィンテージジーンズの要素を踏まえながらも細部にまでこだわった仕様と、ヘビーオンスのデニム生地で知られる。
- 通常、ジーンズは14oz（14オンス）のデニムを使用するが、サムライジーンズでは、より太い番手の糸を使ったヘビーオンスデニムを使い、15オンス、16オンス、17オンス、19オンス、21オンス、24オンスといった製品を提供している。
- 一般に、ヘビーオンスのジーンズは色落ちが遅く、いわゆる「縦落ち」もしづらいとも言われる。しかし、サムライジーンズの製品は、極めて重く厚いデニムを使った製品であるものの、糸の芯白を大きく残しており、色落ち時のアタリが付きやすく、「縦落ち」しやすくなっている。このため、1年程度で経年変化が観察しやすく、気楽に色落ちを楽しめる工夫もなされている。
- 新モデルや限定モデルのジーンズ開発に余念がなく、その種類は把握できないほど豊富である。なお、ジーンズ以外の衣類の製作も行っており、サムライジーンズブランドと合わせてサムライ倶楽部 (Samurai Club) というカテゴリでブランド展開している。ブランド名の通り、「侍」をモチーフに製作されたアイテムが多い。
- ジーンズだけでなく、ワークパンツでも17オンスや21オンスなどのヘビーオンス製品を販売しており、さらにTシャツやスウェットといった製品でも布地の厚い製品を多数開発している。
- そのブランド名の通り、国内生産にもこだわりがあり、原則として中国生産は行わず、国内にて生産を行っている。このような企業姿勢もあり、旭日旗を用いたデザインも多くのアイテムに使用されている。
- このために、紡績段階である糸から国内で特注している。近年では、兵庫県丹波篠山市の農地を活用して、無農薬・有機栽培による綿花の生産も国内で行っており、完全な国産ジーンズを目指している[1]。　その成果として、2014年には自家栽培した国産有機栽培綿花を用いた100%完全国産ジーンズであるS000JPC YAMATO MODELを\999,999円で販売した[2]。綿花栽培は日本においては14世紀頃に栽培が開始され、江戸時代に入ると急速に栽培が拡大していったが、明治期になり綿花輸入関税が撤廃(明治29年)されると国内栽培地の多くは消滅し[3]、明治期の工業化を支えたのは紡績と生糸であったにもかかわらず、紡績の原料である綿花は輸入に依存することとなり、それ以降に産業してほとんど残っていない。このため、綿花から国産であるアパレル製品は和服を含めても極めて希少である。まして綿花から国産というジーンズのはこのモデルだけである。また、99万9,999円と高価ではあるが、生産に費やしたコストを回収するには到底至らないという。
- 今後とも綿花から国産であるジーンズ生産の拡大を指向していくという。
- 直営店は本社のある大阪市北区中津のみであったが、2015年1月11日午前11時11分に京都店がオープンした[4]。

## 取扱ブランド

### サムライジーンズ
- サムライジーンズから販売されているジーンズは、そのデニム生地やディテールの種類によって、主に倭(YAMATO)、侍(SAMURAI)、零(ZERO)、刃(JIN)、芸者(GEISHA)の5つのモデルに分類することができる。GEISHAは女性向けモデルである。これら５つの定番モデルに加えて、毎シーズン、様々な限定モデルも販売している。
- 2009年には、サムライジーンズ最高オンスの24oz（オンス）ジーンズ「S510XX24oz」を限定で販売し、現在のジーンズ業界のヘビーオンスでの地位を決定付けた。
- 2013年には、平成25年にあやかり、創業15周年記念限定品として、25オンスのジーンズ「S510XX25ozGA-15t」[5]およびデニムジャケット「S552XX25oz-15th」[6]を販売した。

### サムライ倶楽部
サムライ倶楽部では、ブランドをテーマ別に下記に分けることができる。
- サムライ倶楽部(Samurai Club)
- サムライ自動車倶楽部(Samurai Motor Club)
- サムライ二輪車倶楽部(Samurai Motor-Cycle Club)
- サムライ飛行機倶楽部(Samurai Force Club)
- サムライ音楽倶楽部(Samurai Music Club)
- サムライ釣り倶楽部(Samurai Fishing Club)
- サムライ蹴球倶楽部(Samurai Soccer Club)